# 山中一希
山中一希（やまなか かずき、1976年8月13日-）は、日本の元俳優。本名同じ。埼玉県出身。東映児童に所属していた。

## 主な出演作品
映画　
- 落葉樹（1986年）
- 三国志 第一部・英雄たちの夜明け（1992年）

テレビ
- 宿題ひきうけ株式会社（1982年3月16日、テレビ朝日）
- はね駒 (1986年、NHK総合)
- 超人機メタルダー（1987年4月6日、テレビ朝日）第3話
- 超獣戦隊ライブマン（1988年8月13日・20日、テレビ朝日）第25・26話
- ノンちゃんの夢 (1988年4月4日〜10月1日、NHK総合)
- 魔法少女ちゅうかなぱいぱい!（1989年1月15日〜7月9日、フジテレビ）高山トオル 役
- 魔法少女ちゅうかないぱねま!（1989年7月23日〜12月24日、フジテレビ）高山トオル 役
- 特警ウインスペクター（1990年4月8日、テレビ朝日）第10話
- 白旗の少女（1990年8月17日、フジテレビ）

CM
- 東鳩

| スタブアイコン | サブスタブ | この項目は、まだ閲覧者の調べものの参照としては役立たない、俳優（男優・女優）に関連した書きかけの項目です。この項目を加筆・訂正などしてくださる協力者を求めています（P:映画/PJ芸能人）。 |